# De gevangenen van Atlantis
De gevangenen van Atlantis (Engelse titel: The dancer of Atlantis) is een roman van de Amerikaanse schrijver Poul Anderson. Het boek valt in de categorie sciencefiction, maar het speelt zich grotendeels in de geschiedenis af. Het grijpt bijna volledig terug op de Griekse mythologie.

## Synopsis
Hoofdpersoon is Duncan Reid, een man uit de 20e eeuw, die zich op een cruiseschip bevindt. Tijdens deze reis wordt hij van het schip “geplukt” en geplaatst in de Griekse oudheid ten tijde van koning Aegeus en Theseus. Hij is daarin niet alleen, Erissa (vanuit die tijd), Oleg (een middeleeuwse Rus) en Uldin (een Hun) ondergaan dezelfde reis. Zij komen aan op Kreta al waar er een ontluikende strijd begint tussen Athene en Kreta. Kreta heeft op dat moment nog de overhand. Een aantal kilometers ten noorden van Kreta ligt (volgens Anderson) dan Atlantis, eiland met de zuil. Reid probeert de geschiedenis te beïnvloeden, want hij wil uiteraard terug naar zijn cruise. 
Anderson handhaaft de theorie dat Atlantis ten onder gaat als gevolg van een vulkanische aardbeving, die een tsunami tot gevolg heeft. Om het verhaal kloppend te maken laat Anderson zijn hoofdrolspelers tijdreizen en benadrukt daarbij ook de paradox die dat met zich meebrengt. 